# Bobby Ljunggren
Robert Vasilis Ljunggren, känd som Bobby Ljunggren, ursprungligen Engdahl, född 6 juni 1961 i Sankt Johannes församling i Stockholm, är en svensk låtskrivare och musikproducent. Ljunggren är en av Melodifestivalens främsta låtskrivare med näst flest bidrag totalt och tangerad förstaplats med fem låtar som vunnit Melodifestivalen 1995–2010. År 2020 valdes Ljunggren in i Melodifestivalens Hall of Fame.

## Biografi
Ljunggrens uppväxt i Stockholm var komplicerad. Hans svenske far Herbert Engdahl (1917–1989) och grekiska mor Hará Vlachaki (1922–2010) skilde sig. Sonen placerades från fyra års ålder i fosterhem, där han behandlades illa. Så småningom gifte modern om sig med Åke Ljunggren (1918–1990), som blev hans adoptivfar, och han fick på veckosluten komma hem till föräldrahemmet. Genom Radio Luxembourg upptäckte han efterhand musiken och vid 13 års ålder startade han hårdrocksbandet Slips, där han själv spelade. Han övergav dock snart spelandet för att helt ägna sig åt att skriva låtar. 

### Låtskrivande och Melodifestivalen
På 1980-talet inledde han ett längre låtskrivarsamarbete med Bert Karlssons framgångsrika skivbolag Mariann Grammofon och levererade ett stort antal låtar för en mängd olika artister. 1987 fick han sitt första bidrag med på Melodifestivalen, "När morgonstjärnan brinner" med Cyndee Peters, som kom på tredje plats. Sedan dess har han blivit tävlingens näst meste låtskrivare genom tiderna 55 bidrag räknat till 2021, endast toppad av Thomas G:son med 60 bidrag, och en av de mest framgångsrika med fem segrar i den svenska tävlingen och en mängd andra topplaceringar. I och med Anna Bergendahls vinst i Melodifestivalen 2010 tangerade han Lasse Holms rekord på fem segrar i tävlingen. Sedan systemet med deltävlingar infördes lyckades Ljunggren få med minst ett bidrag i stort sett varje år. Han har skrivit låtar till artister som Carola, Jill Johnson, Shirley Clamp, Alcazar och Sanna Nielsen. Många av hans Melodifestivalbidrag och andra låtar har placerat sig på de svenska Tracks- eller försäljningslistorna.

### Företagande
1990 startade Ljunggren tillsammans med Håkan Almqvist det egna skivbolaget Lionheart, där den framgångsrika debutanten Erika Norberg lanserades som deras första artist. Tillsammans med Ljunggrens hustru, Maria Ljunggren Molin, startades snart också management- och artistbokningsbolaget Molin Ljunggren Production (MLP), som tillsammans med Lionheart växte till en mer heltäckande bolagsgrupp med kontorsetablering på Södermalm i Stockholm. 2002 startade de ett samarbete med Mariann Grammofon (Warner Music Group), som resulterade i M&L Records med inriktning på satsningar för Melodifestivalen. De följande åren startades även musikförlaget Lionheart Music, skivmärket Kavalkad för dansbandsmusik och SoFo Records för mer modernt trendinriktade musikstilar som pop, electro och dance.
År 2007 såldes 51% av bolagsgruppen till Universal Music Group Sweden AB, medan paret Ljunggren behöll övriga 49%. 2011 fusionerades det till Lionheart Music Group AB, som 2014 blev en del av Universal Music Groups Capitol Music Group. Maria Ljunggren Molin har förblivit en nyckelperson i ledningen för hela verksamheten.

### Livskriser och privatliv
I början av 2000-talet framfördes kritik och anklagelser om "jäv", då chefen för Melodifestivalen, Christer Björkman, hade samarbeten med Lionheart i egenskap av artist och kritiker menade att detta kunde gynna Ljunggren i urvalet av bidrag till tävlingen. Uppmärksamheten omkring detta påverkade Ljunggren starkt och ledde efterhand till missbruk av tabletter och alkohol tillsammans med ett allt högre arbetstempo. I samband med moderns död 2010 blev hans utåt dolda situation alltmer svårhanterlig och 2012 genomgick han fullständig rehabilitering i Skottland. Efter det började han tillsammans med Linda Grahn skriva sin självbiografi, I skuggan av rampljuset: maskrosbarnet som vann Melodifestivalen, som utkom i januari 2015.
Bobby Ljunggren är sedan 1991 gift med Maria Ljunggren Molin (född 1966) och har tillsammans med henne dottern Isa Molin och en son.

## Melodifestivalbidrag
| År                        | Låt                          | Artist                           | Anmärkning               | Placering i ESC |
| ------------------------- | ---------------------------- | -------------------------------- | ------------------------ | --------------- |
| 1987                      | "När morgonstjärnan brinner" | Cyndee Peters                    | 3:e plats                |                 |
| 1988                      | "Om igen"                    | Lena Philipsson                  | 2:a plats                |                 |
| 1989                      | "Du (öppnar min värld)"      | Lisa Nilsson                     | 4:e plats                |                 |
| 1991                      | "Ett liv med dej"            | Towe Jaarnek                     | 2:a plats                |                 |
| 1995                      | "Se på mig"                  | Jan Johansen                     | 1:a plats                | 3:e plats       |
| 1998                      | "Kärleken är"                | Jill Johnson                     | 1:a plats                | 10:e plats      |
| 2000                      | "Anropar försvunnen"         | Hanna Hedlund                    | 8:e plats                |                 |
| 2001                      | "Ingenmansland"              | Jan Johansen                     | 4:e plats                |                 |
| 2003                      | "Better Believe It"          | Aleena                           | Utslagen                 |                 |
| 2003                      | "Not a Sinner, Nor a Saint"  | Alcazar                          | 3:e plats                |                 |
| 2003                      | "Bye Bye"                    | Barbados                         | 10:e plats               |                 |
| 2003                      | "Mr. Memory"                 | Shirley Clamp                    | Utslagen                 |                 |
| 2003                      | "We're Unbreakable"          | Sahlene                          | Utslagen                 |                 |
| 2004                      | "Efharisto"                  | Bosson                           | Utslagen (Andra chansen) |                 |
| 2004                      | "Min kärlek"                 | Shirley Clamp                    | 2:a plats                |                 |
| 2005                      | "My Number One"              | Papa Dee                         | Utslagen                 |                 |
| 2005                      | "Att älska dig"              | Shirley Clamp                    | 4:e plats                |                 |
| 2005                      | "Du och jag mot världen"     | Fredrik Kempe & Sanna Nielsen    | 8:e plats                |                 |
| 2005                      | "Rain"                       | Josef Özer                       | Utslagen                 |                 |
| 2006                      | "This Woman"                 | Sahlene                          | Utslagen                 |                 |
| 2006                      | "Etymon"                     | Sonja Aldén                      | Utslagen                 |                 |
| 2006                      | "En droppe regn"             | Niklas Wahlgren                  | Utslagen (Andra chansen) |                 |
| 2006                      | "Evighet"                    | Carola                           | 1:a plats                | 5:e plats       |
| 2007                      | "Rainbow Star"               | Regina Lund                      | Utslagen                 |                 |
| 2007                      | "Första gången"              | Svante Thuresson & Anne-Lie Rydé | Utslagen                 |                 |
| 2007                      | "För att du finns"           | Sonja Aldén                      | 6:e plats                |                 |
| 2007                      | "Vågar du, vågar jag"        | Sanna Nielsen                    | 7:e plats                |                 |
| 2008                      | "Visst finns mirakel"        | Suzzie Tapper                    | Utslagen (Andra chansen) |                 |
| 2008                      | "Empty Room"                 | Sanna Nielsen                    | 2:a plats                |                 |
| 2008                      | "Lay Your Love on Me"        | BWO                              | 3:e plats                |                 |
| 2008                      | "Jag saknar dig ibland"      | Ainbusk                          | Utslagen                 |                 |
| 2008                      | "Hero"                       | Charlotte Perrelli               | 1:a plats                | 18:e plats      |
| 2009                      | "Med hjärtat fyllt av ljus"  | Shirley Clamp                    | Utslagen                 |                 |
| 2009                      | "It's My Life"               | Amy Diamond                      | Utslagen (Andra chansen) |                 |
| 2009                      | "Så vill stjärnorna"         | Molly Sandén                     | 11:e plats               |                 |
| 2009                      | "Du är älskad där du går"    | Susanne Alfvengren               | Utslagen                 |                 |
| 2010                      | "We Can Work It Out"         | Andreas Johnson                  | 6:e plats                |                 |
| 2010                      | "This Is My Life"            | Anna Bergendahl                  | 1:a plats                | Utslagen        |
| 2011                      | "I'm in Love"                | Sanna Nielsen                    | 4:e plats                |                 |
| 2011                      | "I Thought It Was Forever"   | Shirley's Angels                 | Utslagen (Andra chansen) |                 |
| 2012                      | "I din himmel"               | Sonja Aldén                      | Utslagen                 |                 |
| 2014                      | "Casanova"                   | Elisa Lindström                  | Utslagen                 |                 |
| 2014                      | "Survivor"                   | Helena Paparizou                 | 4:e plats                |                 |
| 2014                      | "Burning alive"              | Shirley Clamp                    | Utslagen                 |                 |
| 2015                      | "Living to die"              | Andreas Johnson                  | Utslagen                 |                 |
| 2016                      | "Constellation Prize"        | Robin Bengtsson                  | 5:e plats                |                 |
| 2018                      | "Break that chain"           | Felicia Olsson                   | Utslagen                 |                 |
| 2019                      | "Ashes To Ashes"             | Anna Bergendahl                  | 10:e plats               |                 |
| 2020                      |                              |                                  |                          |                 |
| "Sluta aldrig gå"         | Sonja Aldén                  | Utslagen                         |                          |                 |
| "Kingdom Come"            | Anna Bergendahl              | 3:e plats                        |                          |                 |
| 2021                      |                              |                                  |                          |                 |
| "Tänker inte alls gå hem" | Arvingarna                   | 9:e plats                        |                          |                 |
| "The silence"             | Frida Green                  | Utslagen (Andra chansen)         |                          |                 |
| "Still young"             | Charlotte Perrelli           | 8:e plats                        |                          |                 |
| "Den du är"               | Elisa Lindström              | Utslagen                         |                          |                 |
| "Behöver inte dig idag"   | Clara Klingenström           | 5:e plats                        |                          |                 |